# 罗伯托·斯特拉
罗伯托·斯特拉 （義大利語：Roberto Stella，1953年—2020年3月10日）是一位意大利医师和全科医生。

## 生平
斯特拉于1978年獲得米兰大学的医学和外科博士学位。他于1984年在帕维亚繼續從事血液学研究。
他擔任過全国初级保健跨学科医学会（英語：National Interdisciplinary Medical Society of Primary Care，意大利語：Società Nazionale Medica Interdisciplinare Cure Primarie，縮寫SNaMID）和瓦雷泽医学会（Medical Guild of Varese）會長。2017年，斯特拉再次当选为瓦雷泽医學会會長，開啟他第四个任期。會長任期為3年。斯特拉也是全国外科医生和牙医协会的培训经理。他還在意大利布斯托-阿西齊奧开了一家医疗诊所。
2020年，斯特拉感染上2019冠状病毒病。他的確診消息引发了社区恐慌，促使市长伊曼纽尔·安东内利不得不發声安撫。他在住院治疗后最終因2019年冠状病毒病導致的呼吸衰竭于2020年3月10日在意大利科莫去世。

## 个人生活
斯特拉有两个儿子，其中一个是医学院的学生，于2020年毕业。